# Yokosuka E6Y
Yokosuka E6Y (Морской разведывательный гидросамолёт Тип 91) — серийный разведывательный гидросамолёт Имперского флота Японии периода Второй мировой войны.

## История создания
В межвоенный период Имперский флот Японии, предвидя операции на просторах Тихого океана, имел потребность в разведывательной информации о силах противника, которые находились на расстоянии тысяч километров.
Поскольку в то время ещё не существовало радаров, а визуальное наблюдение в надводном состоянии не всегда было возможно, флот осуществил ряд экспериментов по использованию самолётов, которые базировались на подводных лодках. Были разработаны как самолёты, способные действовать с подводных лодок, так и сами лодки-носители.
Первый проект был осуществлён в 1927 году с самолётом Yokosho 1-Go — японском варианте немецкого самолёта Caspar-Heinkel U. 1. Это был двухпоплавковый биплан, каркас которого был сделан из стальных труб, крылья были деревянные, носовая часть и поплавки обшивались дюралевыми листами, всё остальное — полотном. Максимальная скорость самолёта составляла 154 км/ч.
Самолёт размещался в ангаре длиной 7 м и диаметром 1,7 м.
Испытания на подводной лодке I-21 показали, что подготовка самолёта к вылету вместо запланированных 16 мин занимает 40 мин, что было неприемлемым. Кроме того, сам самолёт получился не очень удачным, а водоизмещение подводной лодки была недостаточным, чтобы нести гидросамолёт.
Следующая попытка — использование самолёта Parnall Peto. На его базе был разработан самолёт Yokosho 2-Go. Его конструкция была смешанная — в самых ответственных местах использовались стальные трубы, поплавки сначала были деревянные, потом дюралюминиевые. Обшивка была полотняная. Двигатель — Armstrong Siddeley Mongoose мощностью 130 л. с.
В сложенном виде самолёт умещался в ангар длиной 7 м, а высотой и шириной 3,5 м.
Испытания самолёта прошли в 1931 году на подводной лодке. Результаты испытаний удовлетворили командование, и на их базе была сформирована спецификация 6-Си на изготовление второго прототипа Yokosho 2-Go Kai. Самолёт был оснащён японским 7-цилиндровым радиальным двигателем Gasuden Jimpu мощностью 160 л. с.
Испытания проводились на подводных лодках I-21 и I-51. В январе 1932 года их результаты признали удачными, самолёт приняли на вооружение под названием «Морской разведывательный гидросамолёт Тип 91 Модель 1» (или E6Y1).
Серийное производство осуществляла фирма Kawanishi в течение 1933—1934 годов. Было построено 8 самолётов.

## Тактико-технические характеристики

### Технические характеристики
- Экипаж: 2 человека
- Длина: 6,60 м
- Высота: 3,20 м
- Размах крыла: 7,80 м
- Площадь крыла: 26,70 м²
- Масса пустого: 490 кг
- Масса снаряженного: 760 кг
- Двигатель: 1 х Gasuden Jimpu
- Мощность: 160 л. с.

### Лётные характеристики
- Максимальная скорость: 186 км/ч
- Крейсерская скорость: 138 км/ч
- Практическая дальность: 600 км
- Практический потолок: 4 800 м

## Модификации
- Yokosho 2-Go — первый прототип с двигателем Armstrong Siddeley Mongoose мощностью 130 л. с.
- Yokosho 2-Go Kai — второй прототип с двигателем Gasuden Jimpu мощностью 160 л. с.
- E6Y1 — серийный вариант (8 экз.)

## История использования
В 1932 году в строй вступила подводная лодка I-5, которая изначально была оснащена гидропланом. Самолёт хранился в разобранном виде в двух контейнерах (фюзеляж отдельно от крыльев и поплавков).
Сначала самолёт запускался с воды, но этот способ оказался неудобным, и подводную лодку оснастили катапультой.
В 1937—1938 годах самолёты E6Y1 размещались на борту подводных лодок I-6, I-7 и I-8.
Самолёты E6Y1 осуществляли разведку вблизи Шанхая в 1932 году во время «Шанхайского инцидента», и, по некоторым данным, во время японо-китайской войны.
Потом их заменили более новые Watanabe E9W.
Последние самолёты E6Y1 были списаны в 1943 году.